# Refraction Solo: Live at Church of the Holy Ghost
Refraction Solo: Live at Church of the Holy Ghost ist ein Musikalbum von Rodrigo Amado. Die am 4. Juli 2021 in der Igreja do Espírito Santo, Caldas da Rainha, live entstandenen Aufnahmen erschienen am 28. Oktober 2022 auf Trost Records.

## Hintergrund
Die auftrittlose Zeit während des COVID-19-Lockdowns nutzte der Saxophonist Rodrigo Amado zum Üben, um sein Spiel auf ein völlig neues Niveau zu heben, indem er sich intensiv mit klassischen Jazzmelodien auseinandersetzte, notierte João Esteves da Silva. Gleichzeitig wurde er sich allmählich einiger Grenzen seines Instruments bewusst, was ihn schließlich dazu veranlasste, auf ein neues Instrument umzusteigen und dabei seine Herangehensweise völlig zu verändern. Das Album Refraction Solo dokumentiert einen Soloauftritt Amados in einer Kirche in Caldas da Rainha im Sommer 2021.

## Titelliste
- Rodrigo Amado: Refraction Solo (Live at Church of The Holy Ghost) (Trost Records TR 229)[2]

1. Sweet Freedom 20:53
2. Singular Blow 8:05
3. Shadow Waltz 4:42

Die Kompositionen stammen von Rodrigo Amado.

## Rezeption
Wer Amados Arbeit über die Jahre verfolgt habe, werde dank seiner Hingabe an sein Instrument und seine Kunst einen stetigen Fortschritt in Bezug auf technisches Können, idiomatische Meisterschaft und spirituelle Tiefe festgestellt haben, schrieb João Esteves da Silva (Daily Bandcamp). Sein Klang sei noch nie so voll und warm gewesen, zugleich näher an Sonny Rollins und dennoch persönlicher, und seine Technik so mühelos, seine Affinität zum Jazzidiom so tief und authentisch, seine Präsenz so lebendig und stark. Auch dem Toningenieur Ricardo Pimentel gebühre Anerkennung: Amado habe nicht nur nie besser geklungen, auch seine Aufnahmen seien noch nie besser gewesen. Der Schaffensprozess hier, insbesondere in der erweiterten Suite „Sweet Freedom“, würde gewisse Ähnlichkeiten mit dem von „Love Ghosts“ aufweisen, nur dass hier die grundlegenden Fragmente aus echten Melodien stammen – ein beispielloses Vorgehen in Amados Diskografie. Es möge verfrüht sein, dies als seine beste Platte aller Zeiten zu bezeichnen, aber es könnte durchaus seine bisher eindringlichste Aussage der „abstrakten Wahrheit“ sein.